# О’Херлихи, Дан
Дан О’Херлихи (англ. Dan O’Herlihy; 1 мая 1919, Уэксфорд — 17 февраля 2005, Малибу) — ирландский теле- и киноактёр, номинант на премию «Оскар» (1955).
В самом начале карьеры О’Херлихи называли «одним из самых выдающихся ирландских актёров, работающих в Англии». Его кинодебют состоялся в 1947 году, к концу жизни он сыграл более чем в 130 фильмах и телесериалах. Роль Робинзона Крузо в одноимённом фильме 1954 года принесла ему номинацию на премию «Оскар», однако на церемонии вручения О’Херлихи проиграл Марлону Брандо.

## Биография
Дан О’Херлихи родился 1 мая 1919 в ирландском городе Уэксфорд. Вся семья переехала в Дублин, когда мальчику было три года. Окончил среднюю школу, учился в колледже Кристиан Бразерс, однако не выпустился из него и перешёл в Ирландский национальный университет, окончив его в 1944 году со степенью архитектора. Обучаясь в университете, О’Херлихи вступил в кружок драматического искусства, находившийся в здании — для смеха, как он позже сказал. Вскоре он даже удостоился специального любительского приза. Человеком, вручавшим О’Херлихи премию, был режиссёр театра Аббатства, который, заметив талант юноши, пригласил его к себе. На момент окончания учёбы в университете актёр уже исполнял главные роли в ведущих ирландских театрах.
О’Херлихи был женат на Элси Беннетт, у пары родились три сына и две дочери. Один из его сыновей, Гэвэн О`Херлихи также стал актёром.

## Избранная фильмография
| Год       |   | Русское название           | Оригинальное название              | Роль                            |
| --------- | - | -------------------------- | ---------------------------------- | ------------------------------- |
| 1947      | ф | Выбывший из игры           | Odd Man Out                        | Нолан                           |
| 1948      | ф | Макбет                     | Macbeth                            | Макдуфф                         |
| 1948      | ф | Кража                      | Larceny                            | Дюк                             |
| 1954      | ф | Робинзон Крузо             | Las Aventuras de Robinson Crusoe   | Робинзон Крузо / отец Робинзона |
| 1959      | ф | Имитация жизни             | Imitation of Life                  | Дэвид Эдвардс                   |
| 1964      | ф | Система безопасности       | Fail-Safe                          | генерал Блэк                    |
| 1969      | ф | Сто винтовок               | 100 Rifles                         | Стивен Граймс                   |
| 1970      | ф | Ватерлоо                   | Waterloo                           | маршал Мишель Ней               |
| 1972      | ф | Методы доктора Кэри        | The Carey Treatment                | Джей Ди Рэндолл                 |
| 1974      | ф | Финиковая косточка         | The Tamarind Seed                  | Фергюс Стивенсон                |
| 1977      | ф | Макартур                   | MacArthur                          | президент Франклин Д. Рузвельт  |
| 1982      | ф | Хэллоуин 3: Время ведьм    | Halloween III: Season of the Witch | Конел Кокрен                    |
| 1984      | ф | Последний звёздный боец    | The Last Starfighter               | Григ                            |
| 1987      | ф | Робокоп                    | RoboCop                            | Старик                          |
| 1987      | ф | Мёртвые                    | The Dead                           | мистер Браун                    |
| 1990      | ф | Робокоп 2                  | RoboCop 2                          | Старик                          |
| 1990—1991 | с | Твин Пикс                  | Twin Peaks                         | Эндрю Паккард                   |
| 1993      | ф | Любовь, измена и воровство | Love, Cheat & Steal                | Хэмилтон Фиск                   |